# Labdarúgás az 1936. évi nyári olimpiai játékokon
Az 1936. évi nyári olimpiai játékokon a labdarúgótornát augusztus 3. és 15. között rendezték meg. A tornát az 1934-es világbajnokság győztese, Olaszország nyerte.

## Éremtáblázat
(Az egyes számoszlopok legmagasabb értéke, vagy értékei vastagítással kiemelve.)
| Az 1936. évi nyári olimpiai játékok éremtáblázata labdarúgásban | Az 1936. évi nyári olimpiai játékok éremtáblázata labdarúgásban | Az 1936. évi nyári olimpiai játékok éremtáblázata labdarúgásban | Az 1936. évi nyári olimpiai játékok éremtáblázata labdarúgásban | Az 1936. évi nyári olimpiai játékok éremtáblázata labdarúgásban | Olimpia  |
| --------------------------------------------------------------- | --------------------------------------------------------------- | --------------------------------------------------------------- | --------------------------------------------------------------- | --------------------------------------------------------------- | -------- |
|                                                                 | Ország                                                          | Arany                                                           | Ezüst                                                           | Bronz                                                           | Összesen |
| 1.                                                              | Olaszország (ITA)                                               | 1                                                               | 0                                                               | 0                                                               | 1        |
|                                                                 |                                                                 |                                                                 |                                                                 |                                                                 |          |
| 2.                                                              | Ausztria (AUT)                                                  | 0                                                               | 1                                                               | 0                                                               | 1        |
|                                                                 |                                                                 |                                                                 |                                                                 |                                                                 |          |
| 3.                                                              | Norvégia (NOR)                                                  | 0                                                               | 0                                                               | 1                                                               | 1        |
|                                                                 |                                                                 |                                                                 |                                                                 |                                                                 |          |
| Összesen                                                        | Összesen                                                        | 1                                                               | 1                                                               | 1                                                               | 3        |

## Érmesek
| Az 1936. évi nyári olimpiai játékok érmesei férfi labdarúgásban | Az 1936. évi nyári olimpiai játékok érmesei férfi labdarúgásban | Az 1936. évi nyári olimpiai játékok érmesei férfi labdarúgásban | Az 1936. évi nyári olimpiai játékok érmesei férfi labdarúgásban |
| --- | --- | --- | --------------------------------------------------------------- |
| Arany | Ezüst | Bronz |                                                                 |
| Olaszország (ITA) | Ausztria (AUT) | Norvégia (NOR) |                                                                 |
| Bruno Venturini Alfredo Foni Pietro Rava Giuseppe Baldo Achille Piccini Ugo Locatelli Annibale Frossi Libero Marchini Sergio Bertoni Carlo Biagi Francesco Cabriotti Giulio Capelli Alfonso Negro Luigi Scarabello Edző: Vittorio Pozzo | Eduard Kainberg Ernst Kunz Martin Kargl Anton Krenn Karl Wahlmuller Max Hofmeister Walter Werginz Adolf Laudon Klement Steinmetz Karl Kainberger Franz Fuchsberger Franz Mandl Joseph Kitzmuller Edző: James Hogan | Henry Johansen Fritjof Ulleberg Jurgen Juve Rolf Holmberg Magdalon Monsen Reidar Kvammen Alf Martinsen Odd Frantzen Arne Brustad Nils Eriksen Oivind Holmsen Sverre Hansen Fredrik Horn Magnar Isaksen Edző: Asbjorn Halvorsen |                                                                 |

## Helyszínek
| Város  | Stadion            |
| ------ | ------------------ |
| Berlin | Olimpiai Stadion   |
| Berlin | Hertha BSC Stadion |

## Játékvezetés
A labdarúgó tornára a Nemzetközi Labdarúgó-szövetség (FIFA) 18 játékvezetőt hívott meg, 16-ot Európából és 2-t Afrikából. Összesen 16 mérkőzés került lejátszásra, 32 partbírói tevékenységgel. A FIFA JB elvárásának megfelelően, ha a bíró nem vezetett, akkor valamelyik működő társának segített partbíróként. A 18 játékvezető közül 3 fő csak játékvezető volt, 11 játékvezető partbírói feladatokat is ellátott, 4 fő csak partbírói feladatokat kapott. A magyar Hertzka Pál és az angol Arthur Barton 2-2 találkozót irányíthatott. A luxemburgi M. Hamus lehetett legtöbbször partbíró, 4-szer, de bíróként nem szolgálhatta a játékot. Az olimpiai labdarúgó torna legfoglalkoztatottabb játékvezetője a magyar Hertzka Pál volt, aki kettő mérkőzést vezetett és három találkozón - közte a döntőben - partbíróként segítette a játékvezető munkáját.
| Afrika - Fuad Hafiz - Badr El Din Európa - Carl Weingärtner - Helmut Fink - Wilhelm Peters - Alfred Birlem - Peco Bauwens | - Hertzka Pál - Otto Ohlsson - Rudolf Eklöw - Maurice Hamus - Giuseppe Scarpi - Raffaele Scorzoni - Rinaldo Barlassina - Thoralf Kristiansen - Arthur Barton - Arthur James Jewell - Esko Pekonen |

## Értékelés
A magyar amatőr válogatott már az I. fordulóban kiesett, (3:0)-ra kikaptak Lengyelországtól.
A torna legjobbjának Peru csapata tűnt, de az osztrákok elleni botrányos mérkőzésüket a versenybíróság megsemmisítette, s újrajátszást rendelt el. Erre viszont a peruiak nem álltak ki, s ezzel kizárták magukat a további küzdelemből.
A németek az első mérkőzésen Luxemburggal találkoztak, és sima (9:0) győzelmet arattak. A Német Labdarúgó-szövetség elnöke, az edző akarata ellenére a következő mérkőzésen néhány tartalékot állított be, hogy a törzsjátékosokat pihentesse. Az eredmény, (0:2)-re kikaptak Norvégiától, és kiestek.

## Eredmények

### Első forduló
| 1936. augusztus 3. 17:30 |

| Olaszország (ITA) | 1–0               | Egyesült Államok |
| ----------------- | ----------------- | ---------------- |
| Frossi 58'        | (0–0) Jegyzőkönyv |                  |

| Poststadion, Berlin Nézőszám: 9000 Játékvezető: Karl Weingartner (GER) |

| 1936. augusztus 3. 17:30 |

| Norvégia (NOR)                            | 4–0               | Törökország |
| ----------------------------------------- | ----------------- | ----------- |
| Martinsen 30' 70' Brustad 53' Kvammen 80' | (1–0) Jegyzőkönyv |             |

| Mommsenstadion, Berlin Nézőszám: 8000 Játékvezető: Giuseppe Scarpi (ITA) |

| 1936. augusztus 4. 17:30 |

| Japán (JPN)                    | 3–2               | Svédország      |
| ------------------------------ | ----------------- | --------------- |
| Kamo 49' Ukon 62' Macunaga 85' | (0–2) Jegyzőkönyv | Persson 24' 37' |

| Hertha-BSC-Platz, Berlin Nézőszám: 5000 Játékvezető: Wilhelm Peters (GER) |

| 1936. augusztus 4. 17:30 |

| Németország (GER)                                                     | 9–0               | Luxemburg |
| --------------------------------------------------------------------- | ----------------- | --------- |
| Urban 16' 54' 75' Simetsreiter 32' 48' 74' Gauchel 49' 89' Elbern 76' | (2–0) Jegyzőkönyv |           |

| Poststadion, Berlin Nézőszám: 12 000 Játékvezető: Hertzka Pál (HUN) |

| 1936. augusztus 5. 17:30 |

| Lengyelország (POL)    | 3–0               | Magyarország |
| ---------------------- | ----------------- | ------------ |
| Gad 12' 27' Wodarz 88' | (2–0) Jegyzőkönyv |              |

| Poststadion, Berlin Nézőszám: 5000 Játékvezető: Raffaele Scorzoni (ITA) |

| 1936. augusztus 5. 17:30 |

| Ausztria (AUT)             | 3–1               | Egyiptom |
| -------------------------- | ----------------- | -------- |
| Steinmetz 4' 65' Laudon 7' | (2–0) Jegyzőkönyv | Sakr 85' |

| Mommsenstadion, Berlin Nézőszám: 6000 Játékvezető: Arthur James Jewell (GBR) |

| 1936. augusztus 6. 17:30 |

| Peru (PER)                                       | 7–3               | Finnország                                    |
| ------------------------------------------------ | ----------------- | --------------------------------------------- |
| Fernández 17' 33' 47' 49' 70' Villanueva 21' 67' | (3–1) Jegyzőkönyv | Kanerva 42' (11-esből) Grönlund 75' Larvo 80' |

| Hertha-BSC-Platz, Berlin Nézőszám: 2500 Játékvezető: Rinaldo Barlassina (ITA) |

| 1936. augusztus 6. 17:30 |

| Nagy-Britannia (GBR) | 2–0               | Kínai Köztársaság |
| -------------------- | ----------------- | ----------------- |
| Doods 55' Finch 65'  | (0–0) Jegyzőkönyv |                   |

| Mommsenstadion, Berlin |

### Negyeddöntők
| 1936. augusztus 7. 17:30 |

| Olaszország (ITA)                                     | 8–0               | Japán |
| ----------------------------------------------------- | ----------------- | ----- |
| Frossi 14' 75' 80' Biagi 32' 57' 81' 82' Cappelli 89' | (2–0) Jegyzőkönyv |       |

| Mommsenstadion, Berlin Nézőszám: 8000 Játékvezető: Otto Ohlsson (SWE) |

| 1936. augusztus 7. 17:30 |

| Németország (GER) | 0–2               | Norvégia       |
| ----------------- | ----------------- | -------------- |
|                   | (0–1) Jegyzőkönyv | Isaksen 7' 83' |

| Poststadion, Berlin Nézőszám: 55 000 Játékvezető: Arthur Willoughby Barton (GBR) |

| 1936. augusztus 8. 17:30 |

| Lengyelország (POL)                 | 5–4               | Nagy-Britannia                      |
| ----------------------------------- | ----------------- | ----------------------------------- |
| Gad 33' Wodarz 43' 48' 53' Piec 56' | (2–1) Jegyzőkönyv | Clemens 26' Shearer 71' Joy 78' 80' |

| Poststadion, Berlin Nézőszám: 6000 Játékvezető: Rudolf Eklöw (SWE) |

| 1936. augusztus 8. 17:30 |

| Peru (PER)                                    | 4–2 (h. u.)                 | Ausztria                 |
| --------------------------------------------- | --------------------------- | ------------------------ |
| Alcade 75' Villanueva 81' 117' Fernández 119' | (0–2, 2–2, 2–2) Jegyzőkönyv | Wergin 23' Steinmetz 37' |

| Hertha-BSC Platz, Berlin Nézőszám: 5000 Játékvezető: Thoralf Kristiansen (NOR) |

Újrajátszás
| 1936. augusztus 10. 17:30 |

| Peru (PER) | 0–2 | Ausztria |
| ---------- | --- | -------- |
|            |     |          |

| Berlin Poststadion Játékvezető: Rinaldo Barlassina (ITA) |

Az újrajátszásra Peru nem állt ki, így Ausztria jutott tovább.

### Elődöntők
| 1936. augusztus 10. 17:00 |

| Olaszország (ITA)    | 2–1 (h. u.)                 | Norvégia    |
| -------------------- | --------------------------- | ----------- |
| Negro 15' Frossi 96' | (1–0, 1–1, 2–1) Jegyzőkönyv | Brustad 58' |

| Olimpiai Stadion, Berlin Nézőszám: 95 000 Játékvezető: Hertzka Pál (HUN) |

| 1936. augusztus 11. 17:00 |

| Ausztria (AUT)                      | 3–1               | Lengyelország |
| ----------------------------------- | ----------------- | ------------- |
| Kainberger 14' Laudon 55' Mandl 88' | (1–0) Jegyzőkönyv | Gad 73'       |

| Olimpiai Stadion, Berlin Nézőszám: 82 000 Játékvezető: Arthur Willoughby Barton (GBR) |

### Bronzmérkőzés
| 1936. augusztus 13. 16:00 |

| Norvégia (NOR)      | 3–2               | Lengyelország                    |
| ------------------- | ----------------- | -------------------------------- |
| Brustad 15' 21' 84' | (2–2) Jegyzőkönyv | Wodarz 5' Peterek 24' (11-esből) |

| Olimpiai Stadion, Berlin Nézőszám: 95 000 Játékvezető: Alfred Birlem (GER) |

### Döntő
| 1936. augusztus 15. 16:00 |

| Olaszország (ITA) | 2–1 (h. u.)                 | Ausztria       |
| ----------------- | --------------------------- | -------------- |
| Frossi 70' 92'    | (0–0, 1–1, 2–1) Jegyzőkönyv | Kainberger 79' |

| Olimpiai Stadion, Berlin Nézőszám: 85 000 Játékvezető: Peco Bauwens (GER) |

| Az 1936. évi nyári olimpiai játékok férfi labdarúgótornájának olimpiai bajnoka |
| · OLASZORSZÁG · 1. cím                                                         |
| ------------------------------------------------------------------------------ |

## Góllövőlista
7 gólos
- Annibale Fossi

6 gólos
- Teodoro Fernandez

5 gólos
- Arne Brustad
- Gerard Wodarz

## Végeredmény
- Csak az első négy helyért játszottak helyosztó mérkőzéseket.

| Helyezés | Csapat                  | M | Gy | D | V | G+ | G– | Gk  | P |
| -------- | ----------------------- | - | -- | - | - | -- | -- | --- | - |
| Arany    | Olaszország (ITA)       | 4 | 4  | 0 | 0 | 13 | 2  | +11 | 8 |
| Ezüst    | Ausztria (AUT)          | 4 | 3  | 0 | 1 | 9  | 4  | +5  | 6 |
| Bronz    | Norvégia (NOR)          | 4 | 3  | 0 | 1 | 10 | 4  | +6  | 6 |
| 4.       | Lengyelország (POL)     | 4 | 2  | 0 | 2 | 11 | 10 | +1  | 4 |
|          |                         |   |    |   |   |    |    |     |   |
| 5.       | Németország (GER)       | 2 | 1  | 0 | 1 | 9  | 2  | +7  | 2 |
|          | Peru (PER)              | 2 | 1  | 0 | 1 | 7  | 5  | +2  | 2 |
|          | Nagy-Britannia (GBR)    | 2 | 1  | 0 | 1 | 6  | 5  | +1  | 2 |
|          | Japán (JPN)             | 2 | 1  | 0 | 1 | 3  | 10 | –7  | 2 |
|          |                         |   |    |   |   |    |    |     |   |
| 9.       | Svédország (SWE)        | 1 | 0  | 0 | 1 | 2  | 3  | –1  | 0 |
|          | Egyesült Államok (USA)  | 1 | 0  | 0 | 1 | 0  | 1  | –1  | 0 |
|          | Egyiptom (EGY)          | 1 | 0  | 0 | 1 | 1  | 3  | –2  | 0 |
|          | Kínai Köztársaság (ROC) | 1 | 0  | 0 | 1 | 0  | 2  | –2  | 0 |
|          | Magyarország (HUN)      | 1 | 0  | 0 | 1 | 0  | 3  | –3  | 0 |
|          | Finnország (FIN)        | 1 | 0  | 0 | 1 | 3  | 7  | –4  | 0 |
|          | Törökország (TUR)       | 1 | 0  | 0 | 1 | 0  | 4  | –4  | 0 |
|          | Luxemburg (LUX)         | 1 | 0  | 0 | 1 | 0  | 9  | –9  | 0 |

## Magyar labdarúgócsapat tagjai
Opata Zoltán szövetségi kapitány
Bérczes András, Berta József, Bohus Lajos, Csutorás Mihály, Király Gyula, Kiss Gyula, Kállai Lipót, Kovács Kálmán, Lágler Pál, Régi László, Soproni József
Tartalék: Honti György, Karácsonyi Gyula, Keszei László, Kőmüves Imre, Krivicz Gyula, Simon János